# حمزة إلياس
حمزة إلياس (بالإنجليزية: Hamza Elias)‏ (5 مايو 1993 بأكرا في غانا - ) هو لاعب كرة قدم غاني في مركز الوسط. شارك مع منتخب غانا تحت 17 سنة لكرة القدم. أما مع النوادي، فقد لعب مع أوتاوا فيوري ونادي ميدياما.

## وصلات خارجية
- حمزة إلياس على موقع قاعدة بيانات كرة القدم.إي يو (الإنجليزية)